# Lowercase
Genres dérivés
Glitch, onkyokei
Genres associés
Art sonore, musique électroacoustique
Le lowercase (ou lower case) est un genre musical dérivé de l'ambient, caractérisé par des sons habituellement inaudibles amplifiés à des niveaux extrêmes. Le genre est popularisé par Steve Roden, grâce à l'album intitulé Forms of Paper. Selon Roden, le style « doit être découvert et développé. »
Ce genre musical expérimental est proche de l'improvisation électroacoustique. Le Field Recording - aussi appelé Prise de son en extérieur - est usité, incluant parfois des objets ayant été retouchés, inscrivant ce genre musical dans l'Art contemporain.
Une écoute attentive permet ainsi une véritable immersion directement au sein du son, avec le silence et la respiration résultant des sons amplifiés. les modifications d'espace et temporelles se retrouvent altérées, donnant une expérience sensorielle plus que musicale.
De nombreux artistes tels que Kim Cascone, Tetsu Inoue, Bhob Rainey, Richard Chartier, Toshimaru Nakamura, et Bernhard Günter, ont contribué au mouvement lowercase. Des labels tels que Trente Oiseaux, 12k, et Raster-Noton, ont principalement fait paraître des albums lowercase.